# Banalsita
La banalsita és un mineral de la classe dels silicats, que pertany al grup del feldespat. El nom deriva dels símbols químics dels elements de la seva composició: bari (Ba), sodi (Na), alumini (Al) i silici (Si).

## Característiques
La banalsita és un silicat de fórmula química Na₂BaAl₄Si₄O₁₆. Cristal·litza en el sistema ortoròmbic. La seva duresa a l'escala de Mohs és 6.
Segons la classificació de Nickel-Strunz, la banalsita pertany a «09.FA - Tectosilicats sense H₂O zeolítica, sense anions addicionals no tetraèdrics» juntament amb els següents minerals: kaliofilita, kalsilita, nefelina, panunzita, trikalsilita, yoshiokaïta, megakalsilita, malinkoïta, virgilita, lisitsynita, adularia, anortoclasa, buddingtonita, celsiana, hialofana, microclina, ortosa, sanidina, rubiclina, monalbita, albita, andesina, anortita, bytownita, labradorita, oligoclasa, reedmergnerita, paracelsiana, svyatoslavita, kumdykolita, slawsonita, lisetita, stronalsita, danburita, maleevita, pekovita, lingunita i kokchetavita.

## Formació i jaciments
Va ser descoberta a la mina Benallt, situada a la localitat de Rhiw, dins el comtat de Gwynedd, a Gal·les (Regne Unit). Posteriorment també ha estat descrita a Guatemala, al Canadà, els Estats Units, Finlàndia, Noruega, Suècia, Sud-àfrica, Rússia, Myanmar i el Japó.